# Дніпровський державний медичний університет
Дніпровський державний медичний університет — один з найстаріших вищих навчальних закладів України. Заснований 15 вересня 1916 року на базі Катеринославських вищих жіночих курсів. Статус академії — з 1920 року; повернуто у 1994 році, і з 1994 року мав назву Дніпропетровська державна медична академія.
У структурі університету — 6 факультетів (три медичних, стоматологічний, факультет іноземних студентів і факультет післядипломної освіти), на яких навчається понад 4,5 тис. студентів і лікарів-курсантів.
На 59 кафедрах працюють 646 викладачів, з них 98 докторів наук та 359 кандидатів наук. Всього в університеті працює понад 1100 співробітників.
42 клінічні кафедри розташовані на базах 28 лікарень та використовують понад 15 тис. лікарняних ліжок. На клінічних базах університету організовано 29 спеціалізованих центрів.
Університет займає площу 85 гектарів. Має 8 навчальних корпусів загальною площею 52000 м², в яких розміщено 608 навчальних аудиторій, кабінетів і лабораторій. У 7 гуртожитках площею 46000 м² проживають 2849 студентів та лікарів-курсантів. Університет має у своєму розпорядженні спортивний комплекс, віварій, санаторій-профілакторій, спортивно-оздоровчий табір, наукову бібліотеку, Техноцентр і два музеї.

## Факультети і спеціальності
- 1-ий медичний («Лікувальна справа»)
- 2-ий медичний («Педіатрія» та «Медико-профілактична справа»)[3]
- Стоматологічний («Стоматологія»)
- Факультет післядипломної освіти (Післядипломна підготовка фахівців на факультеті проводиться за 26 спеціальностями, в умовах інтернатури — за 29 спеціальностями, клінічної ординатури — за 34 спеціальностями)
- Факультет навчання іноземних студентів («Лікувальна справа», «Педіатрія», «Медико-профілактична справа», «Стоматологія»)

## Алея вчених медиків

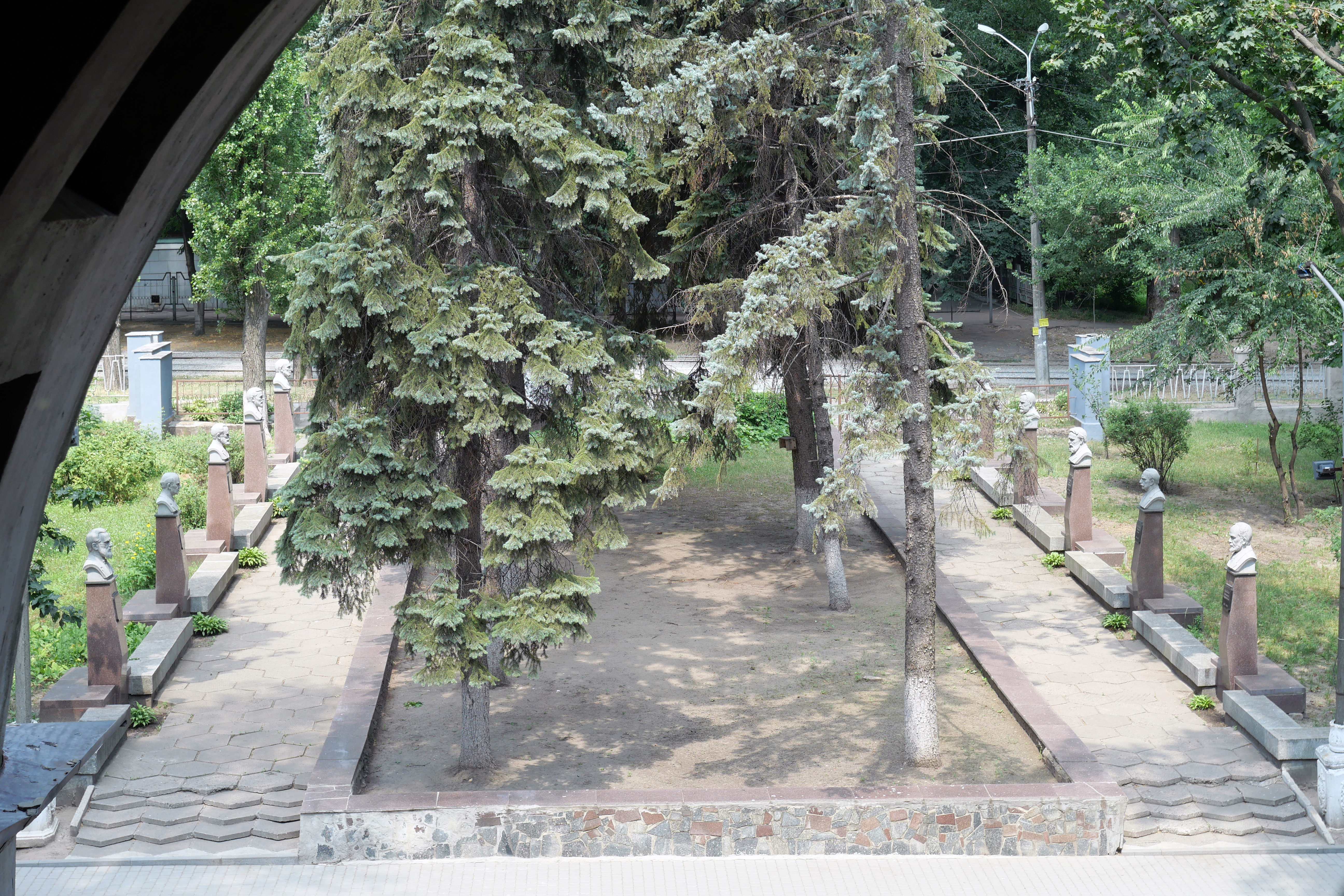
Загальний вигляд алеї з південно-східного боку

Біля корпусів по вул. Севастопольська, 17 (зупинка «Медична академія») знаходиться Алея вчених медиків, на якій увічнені:
Сергій Боткін,
Володимир Воробйов,
Фрідріх Ерісман,
Володимир Карпов,
Олександр М'ясников,
Іван Павлов,
Микола Пирогов,
Микола Семашко,
Іван Сєченов,
Володимир Філатов.

## Керівництво
Ректори:
- 1920–1925 — Володимир Порфирійович Карпов[ru]
- 1925–1928 — Олександр Львович Левін-Лаврецький
- 1928–1932 — Соломон Соломонович Каган
- 1932–1936 — Лев Аронович Габінов
- 1936–1947 — Мойсей Маркович Тростянецький
- 1947–1953 — Іван Михайлович Кучерявий
- 1953–1959 — Дмитро Павлович Чухрієнко
- 1959–1964 — Микола Якович Хорошманенко
- 1964–1981 — Інна Іларіонівна Крижанівська
- 1981–1996 — Людмила Василівна Новицька-Усенко
- 1996–2016 — Георгій Вікторович Дзяк.

З 2017 року університет очолює член-кореспондент НАМН України, доктор медичних наук, професор Тетяна Олексіївна Перцева.

## Науковці
Серед науковців Дніпровського медичного університету:
- Бондаренко Ігор Миколайович
- Руднєв Михайло Федорович
- Троїцький Іван Віссаріонович
- Степашкіна Клавдія Іванівна

## Відомі випускники
- Абатуров Олександр Євгенович;
- Авраменко Тетяна Василівна — доктор медичних наук, професор, завідувач відділення акушерської ендокринології та патології плоду.
- Несіс Арнольд Ізраїльович — рентгенолог, доктор медичних наук;
- Паранько Микола Михайлович (* 1931) — український вчений-гігієніст, доктор медичних наук, професор.
- Розе Федір Якович (1935)
- Фесун Анатолій Іванович — заслужений лікар України, головний лікар Черкаської обласної лікарні;

Литвиненко Володимир Іванович (*1956)  - Заслужений діяч науки і техніки України, доктор технічниї наук, професор, завідувач кафедри інформатики і комп'ютерних наук Херсонського національного технічного університету. Випусник санітарно-,гігієнічного факультету Дніпропетровського медичного інституту (1982)

## Преса

### Газета «Пульс»
Газета ДМА «Пульс» видається з 1931. Випускається двічі на місяць тиражем 1000 примірників. Поширюється серед студентів, викладачів і співробітників університету.

### Науково-медичний журнал «Медичні перспективи»
Науково-медичний журнал «Медичні перспективи» (рос. «Медицинские перспективы») видається Дніпровським державним медичним університетом з 1996 року. Журнал публікує наукові статті теоретичного, клінічного, профілактичного напрямів актуальних наукових проблем, а також огляди, статті методичного характеру, рецензії, монографії з актуальних проблем науки. Постановою президії ВАК України журнал включено до переліку видань, в яких можуть публікуватися основні результати дисертаційних робіт.
Виходить журнал з періодичністю чотири рази на рік.

## Бібліотека
У 1935 році у структурі навчального закладу була відкрита бібліотека за ініціативи професорів В. Е. Дзержинського, В. Н. Деревенко та інших. Першим директором бібліотеки став професор Ф. Я. Розе (1936—1938 рр.). У різні роки бібліотеку очолювали: М. С. Плоткіна (1938—1941 рр.), Аляб'єва І. М. (1945—1953 РР.)., Туманова Л. М. (1953—1959 рр.), Козарь Г. П. (1959—1971 рр.), Зайкова М. І. (1972—1983 рр.), Локтіонова Л. К. (1983—1995 рр.), Тихоненко Т. М. (1995—2003 рр.), Пантелєєва Т. І. (2003—2004 рр.).Нині бібліотекою завідує Мазниця В. В.  [Архівовано 21 квітня 2018 у Wayback Machine.]
Сьогодні у структурі бібліотеки 4 абонементи, 3 читальні зали, філія у Кривому Розі. Фонд бібліотеки нараховує біля 600 тис. примірників.

## Нагороди
- Орден Трудового Червоного Прапора (1966)